# 켈리 라이카트
켈리 라이카트(Kelly Reichardt, 1964년 3월 3일 ~ )는 미국의 영화 감독, 영화 각본가이다.

## 작품 목록
| 연도 | 제목            | 역할           | 비고      |
| ---- | --------------- | -------------- | --------- |
| 1994 | 초원의 강       | 연출/각본      |           |
| 1999 | Ode             | 연출           | 단편 영화 |
| 2001 | Then a Year     | 연출           | 단편 영화 |
| 2004 | Travis          | 연출           | 단편 영화 |
| 2006 | 올드 조이       | 연출/각본/편집 |           |
| 2008 | 웬디와 루시     | 연출/각본/편집 |           |
| 2010 | 믹의 지름길     | 연출/편집      |           |
| 2013 | 어둠 속에서     | 연출/각본/편집 |           |
| 2016 | 어떤 여자들     | 연출/각본/편집 |           |
| 2019 | 퍼스트 카우     | 연출/각본      |           |
| 2022 | 쇼잉 업         | 연출/각본      |           |
| 2025 | 더 마스터마인드 | 연출/각본      |           |

## 같이 보기
- 사회적 사실주의